# Rizal (Palawan)
Rizal (Marcos) ist eine philippinische Stadtgemeinde in der Provinz Palawan. Sie hat 50.096 Einwohner (Zensus 1. August 2015). In der Gemeinde befindet sich ein Campus der Palawan State University. 

## Baranggays
Rizal ist politisch in elf Baranggays unterteilt.
- Bunog
- Campong Ulay
- Candawaga
- Canipaan
- Culasian
- Iraan
- Latud
- Panalingaan
- Punta Baja
- Ransang
- Taburi